# Grup d'habitatges de Vacances (Torredembarra)
El Grup d'habitatges de Vacances és una obra racionalista de Torredembarra (Tarragonès) inclosa a l'Inventari del Patrimoni Arquitectònic de Catalunya.

## Descripció
Grup de quatre habitatges construïts en sèrie, i agrupats de forma esglaonada que deixen el màxim d'espai per al jardí en façana. Els garatges tenen l'accés per darrere de la parcel·la, mentre que l'entrada als habitatges es realitza pel jardí del davant. Els habitatges es desenvolupen en dues plantes en forma de T. A la planta baixa es troba la zona de dia: la sala d'estar es crea un espai de doble alçada que dona al dormitori principal, situat a la planta superior. Un dels costats de la T de la planta superior es recolza sobre la casa veïna, deixant un porxo a la planta inferior.